# Enrique Ayúcar
Enrique Ayúcar Alberdi, conocido como Ayúcar, es un exfutbolista español nacido el 21 de febrero de 1966.
Fue internacional sub-21, en dos ocasiones, en 1986. A lo largo de su carrera deportiva disputó 162 partidos en Primera División, en los que logró 19 goles.

## Trayectoria
Se formó en la cantera de Lezama. Tras dos buenas campañas en el filial bilbaíno, que por entonces militaba en Segunda División, Ayúcar llegó al primer equipo del Athletic Club en la temporada 1986-1987, disputando 23 partidos. Permaneció dos temporadas más en la entidad, aunque sin continuidad; la última de ellas la pasó casi en blanco.
La temporada 1989-1990 estuvo en el CD Castellón, actuando casi siempre como titular y con notables actuaciones, disputando un total de 34 partidos de liga y marcando 3 goles.
En el verano de 1990 recaló en el Real Burgos. Allí vivió una gran etapa y jugó más de 70 partidos en dos temporadas, echándose el equipo a las espaldas en el centro del campo. Además, anotó 11 goles en Primera División.
Su buen trabajo le catapultó al RCD Español, en la temporada 1992-1993, aunque le tocó vivir el amargo descenso de categoría del club perico. No obstante, Ayúcar decidió seguir en la entidad y colaborar en el regreso a Primera División del equipo, disputando 21 partidos. Aún estuvo una tercera temporada en el conjunto blanquiazul, aunque sin apenas protagonismo.
Su última campaña como futbolista profesional fue en las filas de la UD Salamanca, en Primera División, disputando cinco partidos y anotando un tanto.

## Clubes
| Club            | País   | Periodo    | Partidos |
| --------------- | ------ | ---------- | -------- |
| Bilbao Athletic | España | 1984-1986  | 74       |
| Athletic Club   | España | 1986-1989  | 35       |
| CD Castellón    | España | 1989-1990  | 34       |
| Real Burgos     | España | 1990-1992  | 72       |
| RCD Español     | España | 1992-1995  | 50       |
| UD Salamanca    | España | 1995- 1996 | 8        |